# セグロアジサシ
セグロアジサシ（背黒鯵刺、学名：Onychoprion fuscatus）は、チドリ目カモメ科に分類される鳥類の一種。

## 分布
大西洋、インド洋、太平洋の熱帯および亜熱帯の島嶼、オーストラリア北岸で繁殖し、非繁殖期は周辺の外洋に生息する。
日本では夏鳥として小笠原諸島、南鳥島、沖縄県仲御神島（なかのうがんじま）などに渡来し繁殖する。日本本土では、台風等の影響でまれに迷行する個体が記録される迷鳥である。

## 形態
体長は45センチメートル、翼開長は94センチメートルほどで、アジサシより大きく、ハトとカラスの中間くらいの大きさ。額、首、腹は白だが、背中側はほぼすべてが濃い黒褐色で、和名もここに由来する。幼鳥は全身が黒褐色だが、胴体に白い斑点があってまだらもようになる。

## 分類
本種は以前はアジサシ属（Sterna）とされていたが、ミトコンドリアDNA研究によりセグロアジサシ属（Onychoprion）に分類されることになった。2024年時点で主要なチェックリストはすべてOnychoprion としている。
IOC World Bird List v14.2 によれば、6亜種が存在する。7亜種とするチェックリストもあり、統一されていない。
- Onychoprion fuscatus fuscatus	Linnaeus, 1766
- Onychoprion fuscatus nubilosus	Sparrman, 1788    セグロアジサシ
- Onychoprion fuscatus serratus	Wagler, 1830
- Onychoprion fuscatus oahuensis	Bloxam, A, 1827    ハワイセグロアジサシ
- Onychoprion fuscatus crissalis	Lawrence, 1872
- Onychoprion fuscatus luctuosus	Philippi & Landbeck, 1866

## 生態
翼と尾羽は細長くとがるスマートな外見どおり、飛翔能力にすぐれている。非繁殖期は外洋で過ごすが、ほとんどの時間を空中で過ごし、飛びながら眠ることもあるという。幼鳥は巣立ってから繁殖できるようになるまでの約3年間をほとんど空中で過ごすという。水面に降りることやダイビングすることも少なく、水面近くを飛びながら魚やイカをくちばしで拾いあげるように捕食する。
繁殖地では草地に大きな集団繁殖地（コロニー）をつくり、2～3個の卵を産む。近年こそ保護がすすんでいるが、この鳥の卵は現地住民の食料として大量に採取され、かつては日本の繁殖地とて例外ではなかった。
「ジュウ　ジュウ」または「ギー　ギー」と鳴く。